# Pływanie na Letnich Igrzyskach Olimpijskich 1928 – 4 × 100 m stylem dowolnym kobiet
Sztafeta na 4 × 100 m stylem dowolnym kobiet była jedną z konkurencji pływackich rozgrywanych podczas IX Igrzysk Olimpijskich w Amsterdamie. Wystartowało 31 zawodniczek z siedmiu reprezentacji.
Sztafeta została rozegrana przed indywidualnym wyścigiem na 100 metrów, więc wyniki w tej konkurencji pokazały co miało nastąpić. Wystartowało jedynie siedem drużyn, lecz i tak trzeba było zorganizować eliminacje by wyłonić najlepszą szóstkę. To dało okazję Amerykankom do pobicia czteroletniego rekordu świata. Zmiana półfinałowego składu w drużynie amerykańskiej – przesunięcie Albiny Osipowich na drugą zmianę, wprowadzenie w miejsce Susan Laird i Josephine McKim, Eleanor Garatti-Saville i Marthy Norelius na trzecią i czwartą zmianę – sprawiło, iż ekipa uzyskała jeszcze lepszy czas niż w półfinale, co dawało nowy rekord świata jeszcze tego samego dnia. Ekipa Brytyjek zdobyła srebro, a Holenderki brąz. Później ekipa gospodarzy została zdyskwalifikowana za błąd podczas zmiany, co dawało ekipie Związku Południowej Afryki trzecie miejsce.

## Rekordy
| Rekord świata     | Euphrasia Donnelly (USA) Gertrude Ederle (USA) Ethel Lackie (USA) Mariechen Wehselau (USA) | 4:58,8 | Paryż, Francja | 18 lipca 1924 |
| Rekord olimpijski | Euphrasia Donnelly (USA) Gertrude Ederle (USA) Ethel Lackie (USA) Mariechen Wehselau (USA) | 4:58,8 | Paryż, Francja | 18 lipca 1924 |

## Wyniki

### Eliminacje

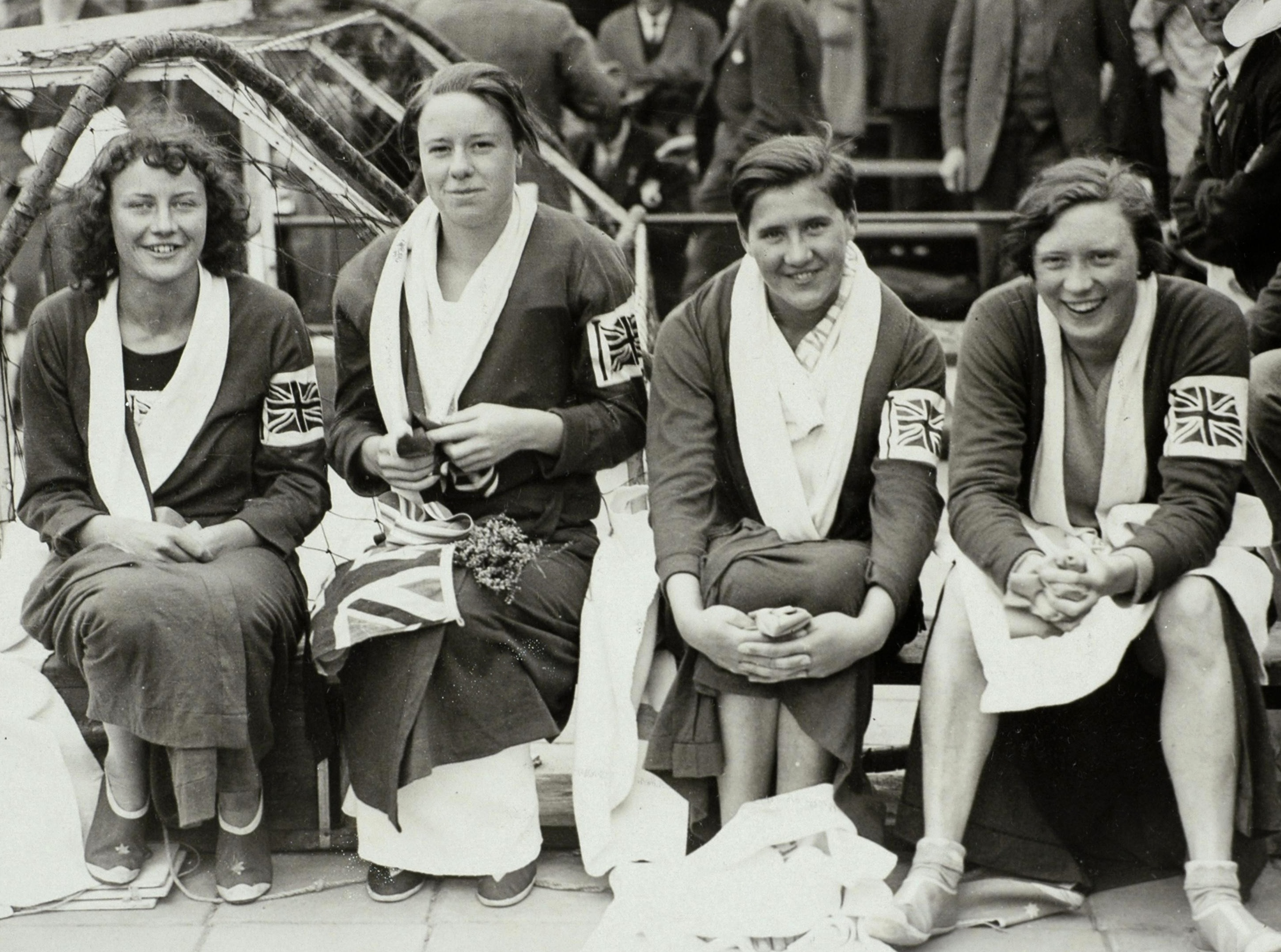
Ekipa Brytyjek.

Do finału awansowały trzy najszybsze sztafety z każdego wyścigu.
Wyścig 1
| Miejsce | Zawodniczki                                                                                     | Czas   | Uwagi |
| ------- | ----------------------------------------------------------------------------------------------- | ------ | ----- |
| 1       | Stany Zjednoczone (Adelaide Lambert, Josephine McKim, Susan Laird, Albina Osipowich)            | 4:55,6 | Q     |
| 2       | Holandia (Eva Smits, Geertruida Baumeister, Maria Vierdag, Marie Braun)                         | 5:08,8 | Q     |
| 3       | Związek Południowej Afryki (Rhoda Rennie, Freddie van der Goes, Mary Bedford, Kathleen Russell) | 5:17,4 | Q     |
| 4       | Dania (Kamma Staugaard, Rigmor Olsen, Gerda Bredgaard, Agnete Olsen)                            | b. d.  |       |

Wyścig 2
| Miejsce | Zawodniczki                                                                               | Czas   | Uwagi |
| ------- | ----------------------------------------------------------------------------------------- | ------ | ----- |
| 1       | Wielka Brytania (Joyce Cooper, Iris Tanner, Cissie Stewart, Ellen King)                   | 5:16,6 | Q     |
| 2       | Republika Weimarska (Charlotte Lehmann, Irene Erkens, Herta Wunder, Irmintraut Schneider) | 5:19,0 | Q     |
| 3       | Francja (Erecthée Bibiena Pélégry, Georgina Roty, Marguerite Ledoux, Claire Horrent)      | 5:42.4 | Q     |

### Finał
| Miejsce | Zawodniczki                                                                                      | Czas   |
| ------- | ------------------------------------------------------------------------------------------------ | ------ |
| 1       | Stany Zjednoczone (Adelaide Lambert, Albina Osipowich, Eleanor Garatti-Saville, Martha Norelius) | 4:47,6 |
| 2       | Wielka Brytania (Joyce Cooper, Cissie Stewart, Iris Tanner, Ellen King)                          | 5:02,8 |
| 3       | Związek Południowej Afryki (Kathleen Russell, Rhoda Rennie, Mary Bedford, Freddie van der Goes)  | 5:13,4 |
| 4       | Republika Weimarska (Charlotte Lehmann, Herta Wunder, Irmintraut Schneider, Irene Erkens)        | 5:14,4 |
| 5       | Francja (Erecthée Bibiena Pélégry, Anne Dupire, Marguerite Ledoux, Claire Horrent)               | 5:32,0 |
| -       | Holandia (Eva Smits, Geertruida Baumeister, Maria Vierdag, Marie Braun)                          | DQ     |